# Dubrowo (Ponizowskoje)
Dubrowo (ros. Дуброво) – wieś (ros. деревня, trb. dieriewnia) w zachodniej Rosji, na osiedlu wiejskim Ponizowskoje w rejonie rudniańskim (obwód smoleński).

## Geografia
Miejscowość położona jest przy drodze regionalnej 66K-30 (Diemidow – Zaozierje), 4 km od centrum administracyjnego osiedla wiejskiego (wieś (ros. село, trb. sieło) Ponizowje), 32,5 km od centrum administracyjnego rejonu (Rudnia), 80,5 km od Smoleńska.
W granicach miejscowości znajduje się ulica Lesnaja.

## Historia
W czasie II wojny światowej od lipca 1941 roku wieś była okupowana przez hitlerowców. Wyzwolenie nastąpiło w październiku 1943 roku.
Uchwałą z dnia 20 grudnia 2018 roku w skład jednostki administracyjnej Ponizowskoje weszły wszystkie miejscowości zlikwidowanego osiedla wiejskiego Klarinowskoje (w tym Dubrowo).

## Demografia
W 2010 r. miejscowość liczyła sobie 10 mieszkańców.